# Kirche Lindenberg (Vorpommern)

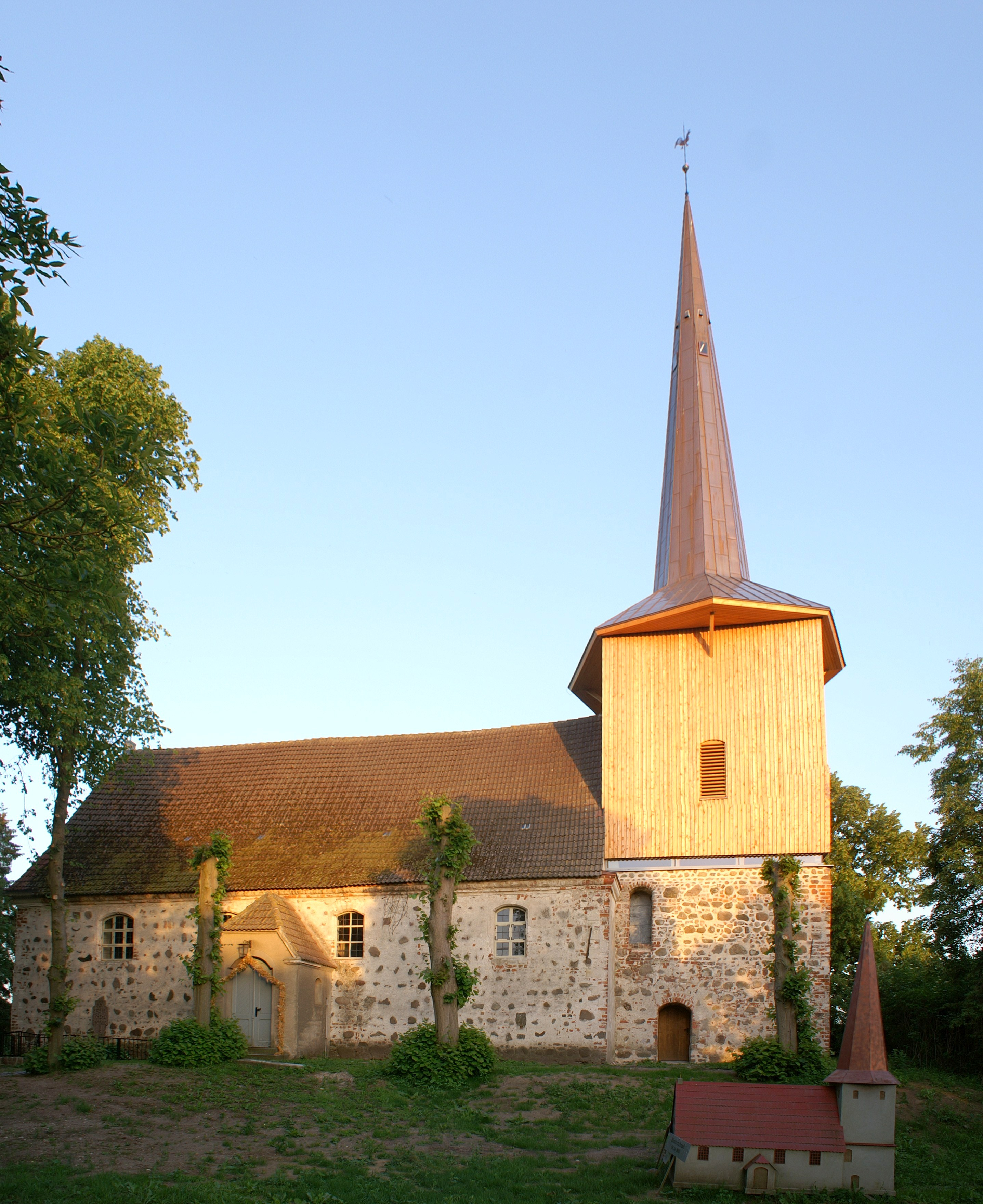
Kirche Lindenberg

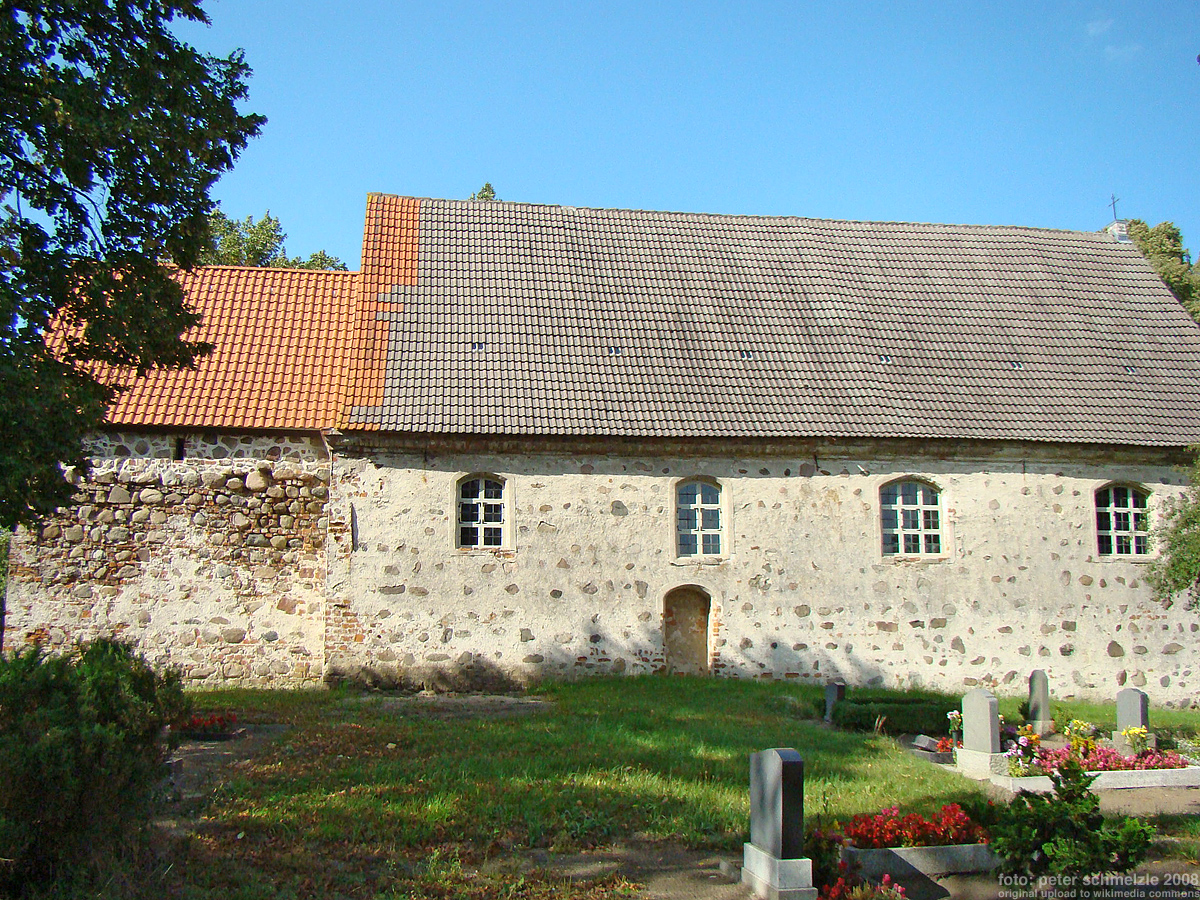
Südseite ohne Turm (2008)

Die Kirche Lindenberg ist ein Kirchengebäude in der Gemeinde Lindenberg (Vorpommern) im Landkreis Mecklenburgische Seenplatte. Sie gehört zur Kirchengemeinde Hohenbollentin-Lindenberg der Propstei Demmin im Pommerschen Evangelischen Kirchenkreis der Evangelisch-Lutherischen Kirche in Norddeutschland.

## Geschichte
Die Kirche wurde nach 1584 im Auftrag des Herzogs Ernst Ludwig von Pommern (1545–1592), der im damaligen Amt Lindenberg ein Schloss besaß, über den Grundmauern eines Vorgängerbaus errichtet. Zu dieser Zeit wurde auch das Pfarramt von Kentzlin nach Lindenberg verlegt.
1920 brannte der hölzerne Kirchturm nach einem Blitzschlag ab. In den 1930er Jahren gab es erste Bestrebungen zum Wiederaufbau des Turmes. Der Entwurf des Demminer Architekten Bauckmeier, der einen niedrigeren Turm vorsah, fand jedoch keine Zustimmung. Die Reste des Turmuntergeschosses wurden mit einem Behelfsdach abgedeckt. 1956 wurden bei Restaurierungsarbeiten Wandmalereien vom Ende des 16. Jahrhunderts entdeckt. 1996 gründete sich ein Förderverein, der sich die Sanierung der Kirche und des Kirchturms zur Aufgabe machte. Die eine Hälfte der Kosten wurde durch die Pommersche Evangelische Kirche gedeckt, die andere sammelte der Förderverein über Spenden ein. Im März 2012 erhielt die Kirche einen neuen Turm. Im Untergeschoss soll eine Winterkirche eingerichtet werden.

## Gebäude und Ausstattung
Die Kirche ist ein teilweise geputzter, rechteckiger Bau aus Feldstein mit hochgelegen kleinen segmentbogigen Fenstern. In der Südseite befindet sich ein schmucklose Pforte. Der Eingang auf der Nordseite liegt in einem kleinen Vorbau.
Der Kirchturm hat einen Unterbau aus Feldstein. Darüber befand sich bis 1920 ein Holzturm mit senkrechten Wandungen, der den Kaiserstiel des geböschten Helms trug. Beim Wiederaufbau des Turms 2011/2012 wurde auf den sanierten Feldsteinsockel ein sieben Meter hoher Sockel aus Kalksandstein aufgemauert, der mit Brettern verblendet wurde. Der auf diesen aufgesetzte 24 Meter hohe Turmhelm hat ein Stahlgerüst, das dessen Holzkonstruktion trägt. Außen ist der Turm mit Kupferblech verkleidet.
An den Wänden des Kirchenschiffs befinden sich Malereien mit biblischen Szenen in architektonisch gerahmten Feldern. Durch Inschriften lassen diese sich auf 1597 datieren.
Der Altaraufsatz aus der zweiten Hälfte des 17. Jahrhunderts ist im Stil der Renaissance gestaltet. In der Predella ist das Abendmahl Jesu in geschnitzten Figuren dargestellt. Im Mittelfeld befindet sich eine geschnitzte Figur Jesu Christi über der zwei Engel angeordnet sind. Eingefasst ist das Mittelfeld von gewundenen Säulen die mit Weinlaub bekränzt sind und Puttenköpfe in den korinthischen Kapitellen aufweisen. In den Seitenstücken stehen allegorische weibliche Figuren. Oberhalb befindet sich ein stark ausladendes gekröpftes Gesims, darüber ist Christi Himmelfahrt zwischen unbekränzten gewundenen Säulen dargestellt. Seitlich davon befinden sich die Teile eines durchbrochenen Giebels auf deren Schrägen zwei weitere weibliche allegorische Figuren lagern. Der obere Abschluss, auf dem sich ursprüngliche ein vergoldeter Gottvater befand, wurde abgesägt, weil er am Aufstellungsort zu hoch aufragte. Wahrscheinlich stammte der Altaraufsatz aus einer anderen, größeren Kirche.
Die Altarschranken im selben Renaissancestil wie der Altaraufsatz haben sechs gewundene, mit Weinlaub und Trauben bekränzte Baluster. Durch Pfeiler, die mit den Figuren der Apostel geschmückt sind, werden sie in zwei Dreiergruppen geteilt. Das Kirchengestühl weist teilweise weitere Schnitzereien im gleichen Stil auf. Die Kanzel wird von einer Mosesfigur getragen.
Die einmanualige Orgel mit neun Registern wurde 1867 in der Werkstatt von Barnim Grüneberg in Stettin gebaut und 2014 restauriert.
Das Geläut bestand bis ins 20. Jahrhundert aus zwei Glocken, von denen die größere in der Mitte des 15. Jahrhunderts und die kleinere 1521 gegossen wurde. Ein freistehender Glockenstuhl wurde im Zuge des Turmneubaus entfernt. Ein neuer Glockenstuhl soll innerhalb des Kirchturms errichtet werden.